# Линдсеевые
Линдсеевые (лат. Lindsaeaceae) — тропическое семейство папоротников порядка Многоножковые (Polypodiales). Включает шесть или семь родов и около 220 видов.

## Ботаническое описание
Многолетние травянистые растения. Корни имеют склеренхиматозную наружную кору и внутренний слой коры толщиной в шесть клеток (не у Lonchitis и Cystodium, которые принадлежат к родственным семействам). Корневища от коротких до длинных ползучих, протостелические с внутренней флоэмой, в некоторых таксонах также соленостелические. Корневища имеют узкие опушённые чешуйки. Листовые пластинки от одного до трех раз перистые, в основном голые. Жилки листьев заканчиваются свободно, ветвление вильчатое, редко анастомозирующее.
Сорус находятся на краю листа или рядом с ним (маргинальные или субмаргинальные). Индузий открывается в сторону края листа (экстерры), иногда он также прикреплен к бокам. Споры четырёхгранные и трёхгранные (имеют трёхстворчатое рыльце), реже они двусторонние и одностворчатые (одно рыльце).
Гаметофит зелёный, сердцевидный.
Число хромосом x = 34, 38, 39, 44, 47, 48, 49, 50 или 51.

## Таксономия
Более века эти папоротники считались частью семейства Davalliaceae. Затем, начиная с середины XX века, их начали относить к семейству Dennstaedtiaceae. Молекулярные данные подтвердили выделение Линдсеевых в отдельное семейство, что и было предложено в 1970 году.
Название дано в честь ямайского ботаника Джона Линдсея (? — 1803).

### Роды
В классификации Pteridophyte Phylogeny Group 2016 года (PPG I) признано семь родов
- Lindsaea Dryand. ex Sm. (около 180 видов)
- Nesolindsaea Lehtonen & Christenh. (2 вида)
- Odontosoria Fée (около 23 видов)
- Osmolindsaea (K.U.Kramer) Lehtonen & Christenh. (около 7 видов)
- Sphenomeris Maxon (3 вида)
- Tapeinidium (C.Presl) C.Chr. (18 видов)
- Xyropteris K.U.Kramer (1 вид)

К семейству был отнесён вымерший род Proodontosoria из сеноманского яруса бирманского янтаря в Мьянме. Другие ископаемые останки, отнесённые к семейству, включают фрагмент листа неопределенной формы также из бирманского янтаря, а также перминерализованный корень альбского яруса осинового сланца из Вайоминга.